# Ушаков, Николай Александрович (генерал)
Николай Александрович Ушаков (? —1842) — русский военачальник, генерал-майор.

## Биография
Сын бригадира Александра Федоровича Ушакова (ум. 1775) от его брака с Екатериной Николаевной Репнинской. Овдовев, вышла замуж за генерала Н. Д. Языкова.
В звании полковника служил в Литовском мушкетёрском полку; 31 декабря 1802 года был произведён в генерал-майоры с назначением шефом Куринского мушкетерского полка; 4 сентября 1805 года был назначен шефом Одесского мушкетерского полка; 13 октября 1809 года был уволен в отставку.
Снова принят на службу 22 января 1810 года — с назначением шефом Одесского мушкетерского полка; 5 мая того же года назначен бригадным командиром Малороссийского гренадерского полка и Одесского мушкетерского полка; уже 19 сентября 1810 года вновь уволен в отставку.
Участник Отечественной войны 1812 года — находился в корпусе М. А. Милорадовича, затем был командиром 3-й бригады 28-й пехотной дивизии; 13 декабря 1814 года уволен в отставку.
С 4 августа 1817 года — вновь на службе: определен состоять по армии.
С 19 ноября 1827 года был назначен окружным генералом 8-го округа отдельного корпуса Внутренней стражи.
С 27 ноября 1831 года — командир 2-й бригады 28-й пехотной дивизии в составе Отдельного Оренбургского корпуса; 22 сентября 1832 года назначен командиром 3-й бригады 28-й пехотной дивизии, которой командовал до 1 февраля 1837 года.
Умер 22 июля (3 августа) 1842 года. Похоронен в Пешношском монастыре, в Дмитровском уезде Московской губернии.

## Награды
- Награждён орденом Св. Георгия 3-й степени (№ 171, 22 августа 1807) — «В воздаяние отличных подвигов мужества и храбрости, оказанных 12-го июня в сражении против турецких войск под Измаилом, где, командуя 2 баталионами пехоты, вытеснил неприятеля из шанцев»[2].
- Также был награждён другими орденами Российской империи, среди которых орден Св. Иоанна Иерусалимского (командор, 1799).

## Семья
Жена — Надежда Владимировна (ок. 1780 — 1839); дочери — Екатерина (19.02.1801) и Варвара (1804—1848).